# Iudita de Suabia
Iudita de Suabia (n. 1047, Italia de Nord; d. 14 martie 1093/1095), aparținând Dinastiei Saliene, a devenit regina Ungariei în 1063 prin căsătoria cu regele Solomon și ducesă de Polonia în 1088 prin căsătoria cu Vladislav I Herman.

## Biografie
Iudita a fost fiica împăratului romano-german Henric al III-lea și a celei de-a doua soții a sa, Agnes de Poitou.
În 1055 Iudita a fost promisă de tatăl ei ca soție lui Filip, fiul regelui Henric I al Franței.
În 1058 (după moartea lui Henric al III-lea în 1056) moștenitorul tronului imperial și frate al Iuditei, împăratul Henric al IV-lea, a stabilit logodna ei cu Solomon (n. 1052), moștenitorul tronului Ungariei, urmare a unui acord de pace încheiat cu regele Andrei I al Ungariei. În 1060, la moartea regelui Andrei I, datorită disputei cu Béla, fratele acestuia, privind succesiunea la tron, Iudita și Solomon au părăsit Ungaria.
Cei doi s-au întors în 1063 cu sprijin german, iar căsătoria lor a avut loc probabil în același an.
În anii 1070, Iudita a asistat la lupta pentru cucerirea puterii dintre soțul ei Solomon și verii săi, fiii lui Béla I. La 14 martie 1074, la bătălia de la Mogyoród, armatele lui Solomon au fost definitiv învinse de armatele verilor săi și aliații lor, ducii Poloniei și Boemiei. Iudita și-a găsit refugiu în Sfântul Imperiu Roman, în timp ce Solomon și-a continuat lupta pentru tronul Ungariei. În 1077 el a acceptat guvernarea vărului său Ladislaus I care l-a răsplătit cu mari proprietăți teritoriale. Totuși, Solomon nu și-a abandonat pretenția la tron și în curând a început să comploteze împotriva vărului său: planurile sale au fost descoperite și a fost apoi închis în turnul Visegrád până la 15 august 1083 când a fost eliberat, cu ocazia canonizării lui Ștefan I, primul rege al Ungariei.
Iudita a trăit, cu scurte întreruperi, în Regensburgdin 1074 până în 1088. După moartea lui Solomon în 1087, ea s-a căsătorit în 1088 cu ducele Vladislav I Herman al Poloniei. Această a doua căsătorie a fost încheiată în scopul asigurării păcii și pentru îmbunătățirea relațiilor germano-polone. Cu ocazia căsătoriei, Iudita a adus la curtea poloneză un Evangheliar comandat de fratele ei, împăratul Henric al IV-lea la Mănăstirea „Sf. Emmeram” din Regensburg. Evangheliarul se află astăzi în biblioteca Catedralei din Cracovia.
Iudita a murit la data de 14 martie în perioada 1093 – 1095.

## Descendenți
Iudita a avut patru fiice:
- din căsătoria cu regele Solomon al Ungariei:
  - Sofia (d. 1100), căsătorită cu contele Poppo de Berg;[5]

- din căsătoria cu ducele Vladislav I Herman al Poloniei:
  - Agnes, stareță în Gandersheim și, probabil, anterior în Quedlinburg;
  - Adelaida, căsătorită cu margraful Diepold al III-lea de Vohburg;[7]
  - o fiică (c. 1089 – 1112), căsătorită cu Iaroslav I Svyatopolkovich (d. 1123), fiul lor a fost Sviatopolk al II-lea de Kiev.